# Okakarara Young Warriors
Der Okakarara Young Warriors FC ist ein Fußballverein aus Okakarara in Namibia. 

## Geschichte
Der Verein wurde 2015 gegründet und stieg nach zwei Jahren in der drittklassigen Namibia Second Division (Otjozondjupa) in die Namibia First Division (Nordwest) auf. Hier wurde die Mannschaft umgehend in der ersten Saison 2022/23 Meister und nimmt somit in der Saison 2023/24 an der erstklassigen Namibia Premier Football League teil.

## Stadion
2023 spielte das Team im Omulunga-Stadion in Grootfontein. Nach der Renovierung des Okakarara Sport Stadium mit 1000 Zuschauerplätzen bis Anfang 2024 finden die Heimspiele dort statt.